# Lavrivka, Vinnîțea
Lavrivka (în ucraineană Лаврівка) este localitatea de reședință a comunei Lavrivka din raionul Vinnîțea, regiunea Vinnița, Ucraina.

## Demografie
Componența lingvistică a localității Lavrivka
     Ucraineană (98,38%)
     Rusă (1,04%)
     Alte limbi (0,35%)
Conform recensământului din 2001, majoritatea populației localității Lavrivka era vorbitoare de ucraineană (98,38%), existând în minoritate și vorbitori de rusă (1,04%).